# Ernesto Bozzano
Ernesto Bozzano (Gênova, 9 de janeiro de 1862 — 24 de junho de 1943) foi um professor de filosofia da ciência na Universidade de Turim e pesquisador espírita italiano. Destacou-se como um contribuinte ativo na literatura italiana e francesa sobre fenômenos paranormais a partir da virada do século XIX até o início dos anos 1940. Foi um dos poucos pesquisadores italianos nomeados membros honorários da Society for Psychical Research (SPR), American Society for Psychical Research (ASPR) e Institut Métapsychique International (IMI).
Dedicou-se primeiramente à filosofia da ciência, interessando-se sobretudo pelas ideias do inglês Herbert Spencer (1820-1903). Em 1891 começou a se ocupar da telepatia e principalmente do Espiritismo, assuntos que interessavam àquele tempo tanto estudiosos da Europa quanto da América.
Desde então, Bozzano dedicou-se inteiramente, em completa solidão e até sua morte, ao estudo da Metafísica e Metapsíquica.
Mais que experimentador foi um pesquisador, organizador e comentador dos fenômenos relativos à riquíssima literatura metapsíquica do seu tempo, na qual a relação dos visionários, dos crédulos, dos mitômanos e dos charlatães era, por larga margem, mais numerosa que a dos estudiosos sérios.
Bozzano publicou cinquenta e duas obras que tratavam de cada área e de cada aspecto da metapsíquica: telepatia, psicocinese, mediunidade em geral, etc.
Trocou uma densa correspondência com os maiores representantes da metapsíquica dentre os quais cientistas de valor como os físicos ingleses William Crookes e Oliver Lodge e o fisiologista francês Charles Richet.
No V Congresso Espírita Internacional, que ocorreu no ano de 1934 em Barcelona, foi o presidente de honra.
Até sua morte, esse estudioso solitário, que tinha dedicado grande parte da sua vida à tentativa de dar ao espiritismo um caráter científico, deixou uma biblioteca de metapsíquica das mais ricas da Europa e do mundo, hoje conservada pela "Fondazione Biblioteca Bozzano - De Boni", de Bologna.
A sua cidade natal - Gênova - deu o seu nome a uma rua.

## Obras principais
(alguns dos títulos listados são publicações póstumas)
- Hipótese espírita e teoria científica, 1903;
- Dos casos de identificação espírita, 1909;
- Metapsíquica Humana, 1927;
- A Crise da Morte, 1930-52;
- Investigação sobre as manifestações supranormais, 1931-40;
- Xenoglossia, 1933;
- Desdobramento - Fenômenos de Bilocação, 1934;
- Dos fenômenos de possessão, 1936;
- Animismo ou espiritismo?, 1938;
- Povos primitivos e manifestações paranormais, 1941-46;
- Dos fenômenos de telestesia, 1942;
- Música transcendental, 1943;
- De mente a mente, 1946;
- Os mortos voltam, 1947;
- Literatura de além-túmulo, 1947;
- As visões dos moribundos, 1947;
- Luzes no futuro, 1947;
- Guerra e profecias, 1948;
- A psique domina a matéria, 1948;
- Os animais têm alma?, 1950;
- Pensamento e vontade, 1967;
- Os fenômenos de transfiguração, 1967.

## Publicações em italiano
- Ipotesi spiritica e teorie scientifiche, 1903;
- Dei casi di identificazione spiritica, 1909;
- Dei fenomeni di telestesia, 1920;
- Insegnamenti spiritici / conseguiti medianicamente da William Stainton Moses, 1921;
- Le prime manifestazioni della "voce diretta" in Italia, 1927;
- Per la difesa dello Spiritismo, 1927;
- Dei fenomeni di apporto, 1930;
- Delle apparizioni di defunti a letto di morte, 1930;
- La crisi della morte, 1930-52;
- Les Phénomènes de Hantise, II edição, 1932;
- Indagine sulle manifestazioni supernormali, 1931-40;
- Medianità poliglotta o xenoglossia (in "Luce e Ombra" 1933);
- Dei fenomeni di bilocazione, 1934;
- Dei fenomeni di infestazione, 1936;
- Animismo o spiritismo?, 1938;
- Popoli primitivi e manifestazioni paranormali, 1941(nuova ed. :1946);
- Dei fenomeni di telestesia, 1942;
- Musica trascendentale, 1943;
- Da mente a mente, 1946;
- I morti ritornano, 1947;
- Letteratura d'oltretomba (ed. a cura di Gastone de Boni). Milano, Bompiani, collana "Avventure del Pensiero", 1947;
- Le visioni dei morenti, 1947;
- Luci nel futuro, 1947;
- Guerre e profezie, 1948;
- La psiche domina la materia, 1948; nuova ed.: Roma, 2020 (editado por Massimo Biondi);
- Gli animali hanno un'anima?, 1950;
- Da mente a mente : comunicazioni medianiche tra viventi , 1953; nuova ed.: Bologna, 2022 (editado por Cecilia Magnanensi);
- Pensiero e volontà: forze plasticizzanti e organizzanti (edição póstuma de Gastão de Boni). Verona, 1967;
- Dei fenomeni di trasfigurazione, 1967;
- Apparizioni e telecinesi, 1972.